# Klimt 1918

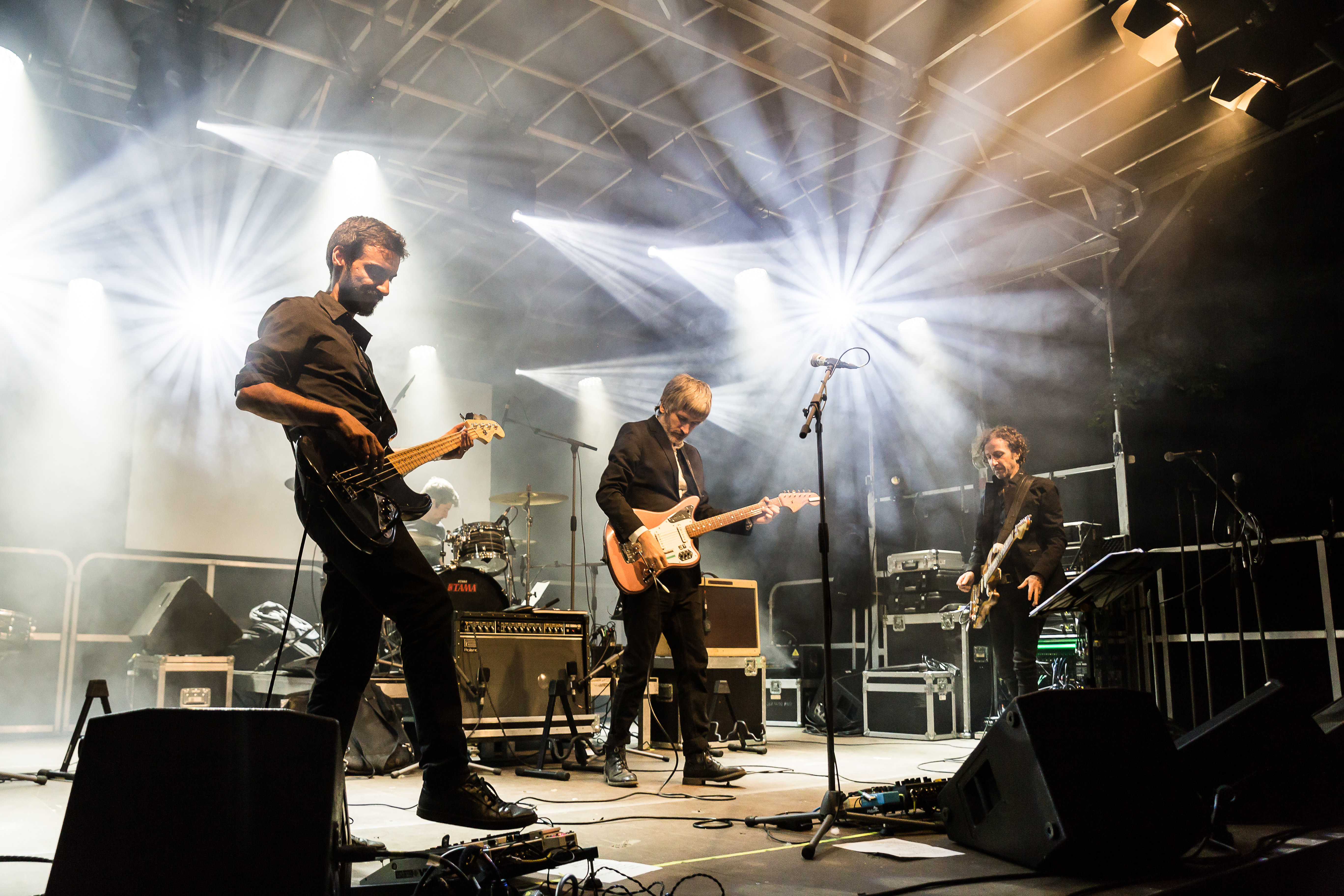
La banda italiana de rock alternativo Klimt 1918 en la Noche Cultural Nocturna 2015 2022 en Deutzen, Alemania.

Klimt 1918 es una banda de rock alternativo formada en Roma, Italia, en 1999. Fue fundada por los hermanos Marco (vocalista y guitarrista) y Paolo Soellner (batería) tras la ruptura de su antigua banda, Another Day (una agrupación de death metal). Tras incorporar al bajista Davide Pesola y al guitarrista Francesco Tumbarello, el grupo grabó la demo Secession Makes Post-Modern Music con la ayuda de Giuseppe Orlando, batería de Novembre, y posteriormente publicó Undressed Momento (2003), Dopoguerra (2005) y Just in Case We'll Never Meet Again (Soundtrack for the Cassette Generation) (2008). 
El nombre del conjunto hace referencia al pintor austríaco Gustav Klimt y al año de su muerte, 1918.

## Discografía
- Secession Makes Post-Modern Music (independiente, 2000)
- Undressed Momento (My Kingdom Music, 2003)
- Dopoguerra (Prophecy, 2005)
- Just in Case We'll Never Meet Again (Soundtrack for the Cassette Generation) (Prophecy, 2008)
- Sentimentale Jugend (Prophecy, 2018)

## Miembros
- Marco Soellner - voz, guitarra
- Claudio Spagnuoli - guitarra
- Davide Pesola - bajo
- Paolo Soellner - batería

### Miembros antiguos
- Francesco Tumbarello - guitarra (2000 - 2002)
- Alessandro Pace - guitarra (2002 - 2006)
- Francesco Conte - guitarra (2006 - 2020)